# San Agustín Fraccionamiento Residencial
San Agustín Fraccionamiento Residencial är en ort i Mexiko.   Den ligger i kommunen Santa María Huatulco och delstaten Oaxaca, i den sydöstra delen av landet, 500 km sydost om huvudstaden Mexico City. San Agustín Fraccionamiento Residencial ligger 132 meter över havet och antalet invånare är 214.
Terrängen runt San Agustín Fraccionamiento Residencial är huvudsakligen platt, men norrut är den kuperad. Terrängen runt San Agustín Fraccionamiento Residencial sluttar söderut. Runt San Agustín Fraccionamiento Residencial är det ganska tätbefolkat, med 60 invånare per kvadratkilometer. Närmaste större samhälle är Crucecita, 14,9 km öster om San Agustín Fraccionamiento Residencial. I omgivningarna runt San Agustín Fraccionamiento Residencial växer huvudsakligen savannskog.